# Роковая ошибка
«Роковая ошибка» — советский художественный фильм Никиты Хубова, снятый в 1988 году по одноимённой повести Михаила Рощина.

## Сюжет
Предпосылки сюжета раскрываются не сразу, а по мере его развития в репликах персонажей. Какая-то часть раскрывается только в повести.
Будучи ещё несовершеннолетней Шура крепко влюбилась в работника плавучего завода Николая и подалась за ним на восток страны, устроившись сортировщицей рыбы на один с ним корабль. Так проходит где-то три года и Шура обнаруживает, что беременна. Однако с Николаем она не расписана и опасается, что он её попросту бросит. Любовь к нему у Шуры настолько высока, что когда она рожает дочку, названную Надей, то прямо в роддоме и отказывается от неё. Через несколько лет Надю удочеряет одинокая женщина Клава, работница хлебозавода, а ещё через несколько лет Шура признаётся Николаю, что бросила их ребёнка. Они находят Надю и в итоге решают не забирать её у Клавы, но по возможности помогать им материально. За несколько лет до основного действия Николай умирает от неназванных причин.
Жизнь Нади не очень счастливая. Хоть Клава и удочерила её, но сама она, осиротевшая из-за Второй мировой войны, выросла ожесточённой, что пагубно сказалось на Наде. Это привело к тому, что её исключили из школы после того, как она укусила учительницу за то, что та проявила к Наде сочувствие, которого Надя, из-за влияния Клавы, терпеть не может (после этого её пристроили в хлебопекарное училище при заводе, где работает Клава). Надя вырастает неконтролируемым бунтующим подростком, но в то же время она сама не понимает, чего конкретно ей хочется.
Надя влюбляется в Сергея — женатого ветерана афганской войны. Только ради того, чтобы быть рядом с ним, она соглашается стать няней его приёмного сына. Надя безуспешно пытается добиться взаимности, но всё её попытки оказываются тщетными даже тогда, когда она переходит на крайние меры. В довершении ко всему приезжает Шура и сообщает, что хочет забрать Надю к себе на восток, потому что там больше перспектив и достатка (хотя Шура такая же заводская рабочая, как Клава, её город является крупным торговым центром страны и Шура гораздо более материально обеспечена). И хотя симпатии Нади именно на стороне родной матери, по мере приближения дня отъезда она всё больше чувствует, что расстаться с приёмной ей очень тяжело.
Неудача с Сергеем и чувство неуверенности в итоге приводят к тому, что в день отъезда Надя сначала сбегает прямо из аэропорта и отправляется на вокзал, откуда в этот же день с семьёй уезжает Сергей. Но, понимая, что он потерян для неё навсегда, Надя не чувствует желания жить и в пути она наглатывается наркотических таблеток, чтобы забыться. Сопровождающие её подруги решают всё же уберечь её от того, чтобы она предстала перед Сергеем в таком виде, и врут насчёт времени отправления поезда Сергея, сказав, что он поедет ещё не скоро и у Нади будет время прийти в себя. Тогда Надя решает отлежаться в пустом пассажирском поезде. Поезд Сергея отправляется и одновременно поезд с Надей везут на запасной путь. Пытаясь выйти из вагона одурманенная Надя падает на пол тамбура и теряет сознание. Конец у фильма остаётся открытым.

## В ролях
Поиск исполнительницы на главную роль был долгим, а закончился неожиданно. Режиссёр доверил роль дебютантке Ларисе Павловой из Чебоксар. В ролях других девушек тоже непрофессиональные актрисы, это Н. Андросик из Минска, школьницы из Москвы и Ташкента О. Агеева и И. Кашалиева. Вернувшегося из Афганистана лейтенанта Орловского играет актёр Борис Шевченко (он также снимается в кино впервые).
| Актёр            | Роль                                           |
| ---------------- | ---------------------------------------------- |
| Лариса Павлова   | Надя Белоглазова                               |
| Наталья Андросик | Лена                                           |
| Ольга Агеева     | «Жирафа»                                       |
| Ирина Кашалиева  | «Бухара»                                       |
| Лариса Блинова   | Клавдия Михайловна Белоглазова «Мамка Клавдия» |
| Ирина Резникова  | Шура «Мама Шура»                               |
| Борис Шевченко   | «афганец» Сергей Орловский                     |
| Любовь Руденко   | Антонина                                       |
| Женя Весник      | сын Антонины                                   |
| Игорь Ясулович   | отец Лены                                      |
| Вячеслав Баранов | раненый в госпитале Сильверстов                |
| Павел Степанов   | милиционер (эпизод)                            |

## Критика
В кинопрокате СССР фильм посмотрели 13 400 000 зрителей за первый год демонстрации.
По итогам опроса читателей журнала «Советский экран» «Лучшие советские фильмы кинопроката 1989 года»: фильм занял 14 строчку из 15 возможных.
Киновед Сергей Кудрявцев оценил фильм в 7,5 баллов из 10 возможных.